# Cash Trapping

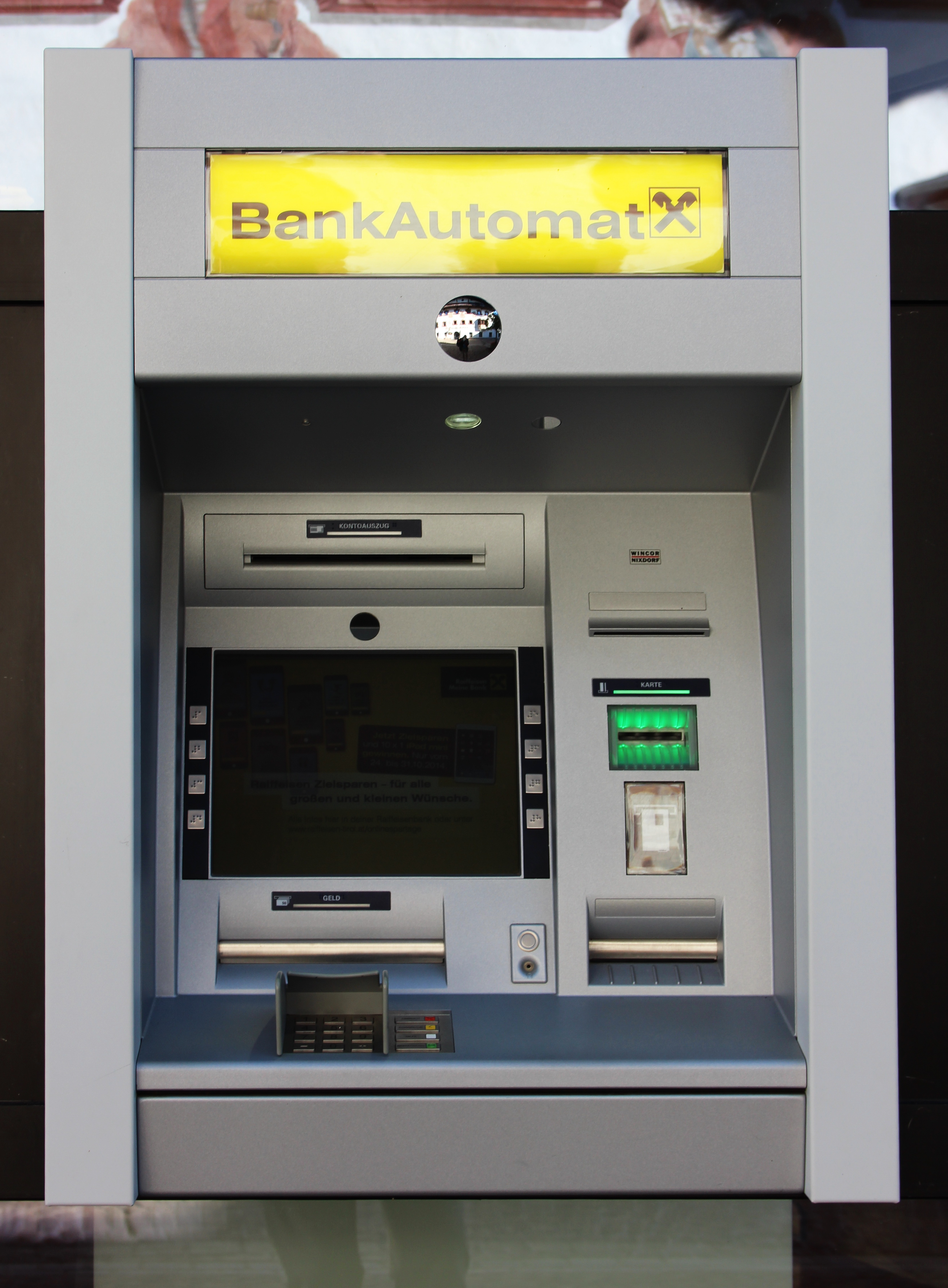
Geldautomat

Cash Trapping (dt. Geldfalle) ist eine Diebstahlsvariante. Der Geldausgabeschacht von Geldautomaten wird so präpariert, dass das abgehobene Geld im Ausgabeschacht hängen bleibt. Der Bankkunde bemerkt davon nichts, sondern geht davon aus, dass der Automat defekt ist. Der Geldautomat schaltet nach der Meldung eines Defekts ab. Nachdem sich der Kunde entfernt hat, holt der Täter das ausgegebene Geld aus dem Schacht.

## Technische Manipulation
Im Ausgabeschacht des Geldautomaten wird eine auf die Breite des Schachts zugeschnittene Teppichleiste angebracht. An der Unterseite ist ein doppelseitiges Klebeband aufgeklebt. Die Anbringung erfolgt so, dass die Geldscheine an dem Klebeband hängen bleiben.

## Rechtliche Bewertung
Der Täter begeht einen (bei Erfolg der Wegnahme) Diebstahl, da er sich rechtswidrig eine fremde Sache aneignet. Sofern das Opfer sich nicht vom Automaten entfernt, sondern stattdessen u. U. die Polizei verständigt oder die Tat anderweitig vereitelt wird, scheidet nach der Auffassung des OLG Köln ein Versuch als bloße Vorbereitungshandlung aus, sodass in diesen Fällen Straflosigkeit eintritt (2 WS 161/20).
Die Haftungsfrage ist derzeit umstritten, da sich die Bank auf den Standpunkt stellen kann, dass das Geld ausgezahlt worden ist.

## Modus Operandi
Die Täter arbeiten meist zu zweit oder zu dritt. Bei den Eingriffen am Automaten und der Abholung des Geldes werden Kapuzen oder ähnliches getragen, um durch die Aufnahmen der an Automaten üblichen Kameras nicht identifiziert werden zu können. Ein Mittäter passt in der Nähe des Tatorts auf; er steht dabei über Kommunikationsmittel mit den anderen Tätern in Verbindung. Nach der Tat wird die Teppichleiste wieder entfernt; zurück bleiben oft nur Klebereste.

## Unterscheidung zum Skimming
Beim Skimming werden illegal Kartendaten, insbesondere an Bankautomaten erlangt, indem Daten von Magnetstreifen ausgelesen und auf gefälschte Karten kopiert werden. Skimming wird als Betrug bestraft.